# Парламентські вибори в Іспанії (1822)
Загальні вибори 1822 року в Іспанії було проведено після початку революції 1820 року.

## Передісторія
У травні 1814 року король Фернандо VII, спираючись на старших офіцерів, верхівку чиновництва, більшу частину церковної ієрархії і депутатів-абсолютистів Кадіських кортесів, призупинив дію конституції, розпустив Кортеси, повернув собі право видавати закони і почав репресії проти лібералів, багато з яких були ув'язнені в тюрму або виїхали у вигнання. Йому вдалося задавити революційний рух в Іспанії, що почався як рух протифранцузької окупації, але з часом переріс  в рух за перетворення країни в конституційну монархію. Перемога прихильників абсолютизму виявилася тимчасовою.
Соціально-економічна криза, невдоволення збереженням феодальних відносин, досвід ліберальної Кадіської конституції 1812 року і війна за незалежність іспанських колоній в Америці незабаром створили в Іспанії передумови до революції.
1 січня 1820 року Астурійський батальйон на чолі з підполковником Рафаелем Риєго-і-Нуньєсом, недавно сформований за наказом короля і тільки що прибувшим до Кадісу для відправки в Південну Америку для придушення місцевого руху за незалежність, збунтувався, зажадавши повернення до конституції 1812 року. Населення Андалусії, в більшості своїй, не стало підтримувати революціонерів, зате незабаром почалося повстання в Галісії, швидко поширившись по всій Іспанії. 7 березня 1820 повсталі увійшли в Мадрид. Генерал Франсиско Бальєстерос, спішно відкликаний з відставки для захисту королівського палацу, переконав короля погодитися відновити дію конституції 1812 року, що і було зроблено 10 березня. Король призначив генерала Бальєстерос віце-президентом тимчасового уряду. Першими кроками нового кабінету стали рішення розкрити державні в'язниці і темниці інквізиції і поверненню Мадриду системи міського управління, дану йому кортесами 1812 року.

## «Ліберальне триріччя»
У березні-квітні 1820 року було утворено конституційний уряд, до складу якого увійшли діячі Іспанської революції 1808-1814 років (Агустін Аргуельєс, Перес де Кастро, Xoce Канга Аргуельєс), які представляли Помірковану партію («модерадос»). Вони займали компромісну позицію, виступаючи за реформи, але в той же час вважаючи Кадісську конституцію надто радикальною. «Модерадос», намагаючись не допустити соціальних конфліктів, вважали за необхідне скасування феодальних відносин і в той же час хотіли зберегти земельну власність дворянства. Реформи, проведені поміркованими, переважно звелися до ліквідації феодальних пережитків,що все ще зберігалися в правовій та адміністративній системах, а також, не чіпаючи дворянського землеволодіння, спробували полегшити фінансовий тягар держави за рахунок церковних володінь.
Головними опонентами «модерадос» були ліві ліберали («ексальтадос», від ісп. exaltados - захоплені), чиї лідери, Рафаель Рієго, Хуан Ромеро Альпуєнте, Хосе Морено Герра, Антоніо Алькала Гальяно, вимагали скасування сеньйориальної власності на землю і церковної десятини, зменшення прямого податку на землю. Їм вдалося домогтися прийняття кортесами рішення про передачу селянам більшої частини сеньориальноїземлі, але король наклав на цей закон вето.
Вибори в Кортеси, що відбулися в квітні-травні 1820 року виграли помірковані.
Восени і взимку 1821 року революційні виступи взяли величезний розмах, особливо на півдні країни. Була навіть зроблена спроба повстання з метою повалити монархію і встановити в Іспанії республіку, подавлена урядом.

## Виборча система
Право голосу отримали всі особи чоловічої статі старше 21 років, мали постійне місце проживання, в тому числі представники білого духовенства, тобто священиків, які обслуговують єпархіальні храми. Всього право голосу мали 3 215 460 чоловік при загальній чисельності населення Іспанії в 11 661 865 жителів.
Депутатами могли бути обрані чоловіки старше 25 років, які постійно проживають в своєму окрузі за умови наявності певного доходу.
203 депутата вибиралися за  мажоритарною системою в 33 багатомандатних виборчих округах.

## Вибори
Фактично на виборах йшла боротьба між двома течіями ліберальної партії: поміркованими «модерадос» і радикальними «ексальтадос». Останні змогли здобути перемогу в тому числі і завдяки забороні балотуватися тим, хто вже був депутатами.  Ця заборона сильніше вдарила по «модерадос», багато хто з яких були членами Кортесів ще дореволюційного періоду або були обрані в парламент в 1820 році.
Голосування розтягнулося майже на 2 місяці. Спочатку, в початок жовтня, проголосували парафіяльні ради, на початку листопада - районні та на початку грудня дійшла черга до провінційних зборів. Перше засідання новообраних кортесів відбулося 15 лютого 1822 року.
Головою Кортесов 1 березня був обраний «ексальтадос» Рафаель Рієго-і-Нуньєс.

## Після виборів
Незважаючи на поразку на виборах в Кортеси, «модерадос» змогли зберегти контроль над урядом, завдяки королю, який доручив сформувати новий кабінет лідеру поміркованих Мартінесу де ла Роса. Тим часом, стан в Іспанії ще більше загострився. Вплив «модерадос», на авансцену вийшло новий  ультрарадикальний  революційний рух  «комунерос» на чолі з колишніми «ексальтадос» Ромеро Альпуєнте і Морено Герра, які вимагали негайних і радикальних реформ. Їм протистояли праві «ексальтадос», лідер яких Алькала Гальяно закликав до стриманості. 7 липня 1822 року помірковані, бажаючи не допустити до влади радикалів, спробували організувати державний переворот з метою змінити конституційний лад. Але, не отримавши підтримки армії, міністрів- «модерадос», замішаним в змові, довелося піти у відставку.
У серпні 1822 року королю довелося поставити на чолі уряду одного з лідерів правих «ексальтадос» Еваріст Сан-Мігеля-і-Вальєдо. Новий кабінет вже восени зіткнувся з різкою критикою з боку «комунерос», незадоволених нерішучістю влади.
Тим часом, Священний союз вирішив придушити іспанську революцію силою. 7 квітня 1823 року французька армія перейшла іспанський кордон. 30 вересня 1823 року конституційний уряд, що на той час вже переїхав в Кадіс, капітулював. 1 жовтня 1823 Фернандо VII відновив режим абсолютної монархії, скасувавши конституцію і розпустивши Кортеси.